# Velká Čermná
Velká Čermná (německy Groß Tscherma an der Adler) je vesnice, část obce Čermná nad Orlicí v okrese Rychnov nad Kněžnou. Nachází se asi 1 km na sever od Malé Čermné. Prochází zde silnice II/317. V roce 2009 zde bylo evidováno 137 adres. V roce 2001 zde trvale žilo 262 obyvatel.
Velká Čermná leží v katastrálním území Velká Čermná nad Orlicí o rozloze 7,69 km2.